# Abierto de Australia 2023
El Abierto de Australia 2023 fue un torneo de tenis que se celebró del 8 al 29 de enero de 2023 en las pistas de superficie dura del Melbourne Park, situado en Melbourne, Victoria, Australia. Fue la edición N°111 del torneo, la edición N°55 de la era abierta, y el primer Grand Slam de 2023.

## Torneo
El torneo, como es tradición, fue dirigido por la Federación Internacional de Tenis (ITF) y es parte del calendario 2023 del ATP Tour 2023 y de la WTA Tour 2023 bajo la categoría de Grand Slam. Consiste en dos cuadros de las modalidades 'individuales' y 'dobles' tanto para hombres como para mujeres; y un evento de dobles mixtos; también cuadros de individuales y dobles para jugadores Junior (jóvenes no profesionales menores de 18); y competiciones de tenis adaptado, en categoría femenino y masculino, de individuales y dobles. 
Los campeones defensores de la modalidad Individuales masculina y femenina son Rafael Nadal y Ashleigh Barty respectivamente. Solo Nadal defenderá el título logrado en el Abierto de Australia 2022. Barty no podrá defender su título al haber anunciado su retiro profesional solo unas semanas después de haber ganado el torneo en 2022.

## Puntos y premios

### Distribución de puntos

#### Séniors
| Evento               | G    | F    | SF  | CF  | R16 | R32 | R64 | R128 | C  | C3 | C2 | C1 |
| Individual masculino | 2000 | 1200 | 720 | 360 | 180 | 90  | 45  | 10   | 25 | 16 | 8  | 0  |
| Dobles masculino     | 2000 | 1200 | 720 | 360 | 180 | 90  | 0   | —    | —  | —  | —  | —  |
| Individual femenino  | 2000 | 1300 | 780 | 430 | 240 | 130 | 70  | 10   | 40 | 30 | 20 | 2  |
| Dobles femenino      | 2000 | 1300 | 780 | 430 | 240 | 130 | 10  | —    | —  | —  | —  | —  |

| Evento           | G    | F    | SF   | CF   |
| Individual       | 1800 | 1500 | 1375 | 1100 |
| Dobles           | 1800 | 1500 | 1100 | —    |
| Quad* Individual | 1800 | 1500 | 1100 | —    |
| Quad* Dobles     | 1800 | 1100 | —    | —    |

| Evento               | G   | F   | SF  | CF  | R16 | R32 | C  | C3 |
| Individual masculino | 382 | 129 | 180 | 120 | 75  | 30  | 25 | 20 |
| Individual femenino  | 382 | 129 | 180 | 120 | 75  | 30  | 25 | 20 |
| Dobles masculino     | 570 | 380 | 220 | 175 | 95  | —   | —  | —  |
| Dobles femenino      | 570 | 380 | 220 | 175 | 95  | —   | —  | —  |

## Sumario

### Día 1 (16 de enero)
- Cabezas de serie eliminados:
  - Individual masculino:  Lorenzo Musetti [17],  Borna Ćorić [21]
  - Individual femenino:  Marie Bouzková [25],  Amanda Anisimova [28]
- Orden de juego

| Partidos en los estadios principales                 | Partidos en los estadios principales | Partidos en los estadios principales | Partidos en los estadios principales |
| Partidos en la Rod Laver Arena                       | Partidos en la Rod Laver Arena       | Partidos en la Rod Laver Arena       | Partidos en la Rod Laver Arena       |
| Modalidad                                            | Ganadores                            | Perdedores                           | Resultado                            |
| ---------------------------------------------------- | ------------------------------------ | ------------------------------------ | ------------------------------------ |
| Individual femenino - Primera ronda                  | Cori Gauff [7]                       | Kateřina Siniaková                   | 6-1, 6-4                             |
| Individual femenino - Primera ronda                  | María Sákkari [6]                    | Yue Yuan                             | 6-1, 6-4                             |
| Individual masculino - Primera ronda                 | Rafael Nadal [1]                     | Jack Draper                          | 7-5, 2-6, 6-4, 6-1                   |
| Individual femenino - Primera ronda                  | Iga Świątek [1]                      | Jule Niemeier                        | 6-4, 7-5                             |
| Individual masculino - Primera ronda                 | Daniil Medvédev [7]                  | Marcos Giron                         | 6-0, 6-1, 6-2                        |
| Partidos en la Margaret Court Arena                  |                                      |                                      |                                      |
| Modalidad                                            | Ganadores                            | Perdedores                           | Resultado                            |
| Individual femenino - Primera ronda                  | Jessica Pegula [3]                   | Jaqueline Cristian [PR]              | 6-0, 6-1                             |
| Individual masculino - Primera ronda                 | Hubert Hurkacz [10]                  | Pedro Martínez                       | 7-6(7-1), 6-2, 6-2                   |
| Individual femenino - Primera ronda                  | Victoria Azarenka [24]               | Sofia Kenin [PR]                     | 6-4, 7-6(7-3)                        |
| Individual masculino - Primera ronda                 | Stefanos Tsitsipas [3]               | Quentin Halys                        | 6-3, 6-4, 7-6(8-6)                   |
| Individual femenino - Primera ronda                  | Madison Keys [10]                    | Anna Blinkova                        | 6-4, 3-6, 6-2                        |
| Partidos en la John Cain Arena                       |                                      |                                      |                                      |
| Modalidad                                            | Ganadores                            | Perdedores                           | Resultado                            |
| Individual masculino - Primera ronda                 | Jannik Sinner [15]                   | Kyle Edmund [PR]                     | 6-4, 6-0, 6-2                        |
| Individual femenino - Primera ronda                  | Petra Kvitová [15]                   | Alison van Uytvanck                  | 7-6(7-3), 6-2                        |
| Individual masculino - Primera ronda                 | Jason Kubler [WC]                    | Sebastián Báez                       | 6-4, 6-4, 6-4                        |
| Individual masculino - Primera ronda                 | Félix Auger-Aliassime [6]            | Vasek Pospisil                       | 1-6, 7-6(7-4), 7-6(7-3), 6-3         |
| Fondo de color indica un partido de la rama femenina |                                      |                                      |                                      |

### Día 2 (17 de enero)
- Cabezas de serie eliminados:
  - Individual masculino:  Matteo Berrettini [13],  Miomir Kecmanović [26]
  - Individual femenino:  Martina Trevisan [21],  Kaia Kanepi [31]
- Orden de juego

| Partidos en los estadios principales                 | Partidos en los estadios principales | Partidos en los estadios principales | Partidos en los estadios principales   |
| Partidos en la Rod Laver Arena                       | Partidos en la Rod Laver Arena       | Partidos en la Rod Laver Arena       | Partidos en la Rod Laver Arena         |
| Modalidad                                            | Ganadores                            | Perdedores                           | Resultado                              |
| ---------------------------------------------------- | ------------------------------------ | ------------------------------------ | -------------------------------------- |
| Individual femenino - Primera ronda                  | Aryna Sabalenka [5]                  | Tereza Martincová                    | 6-1, 6-4                               |
| Individual femenino - Primera ronda                  | Caroline Garcia [4]                  | Katherine Sebov [Q]                  | 6-3, 6-0                               |
| Individual masculino - Primera ronda                 | Andy Murray                          | Matteo Berrettini [13]               | 6-3, 6-3, 4-6, 6-7(7-9), 7-6(10-6)     |
| Individual femenino - Primera ronda                  | Ons Jabeur [2]                       | Tamara Zidanšek                      | 7-6(10-8), 4-6, 6-1                    |
| Individual masculino - Primera ronda                 | Novak Djokovic [6]                   | Roberto Carballés                    | 6-3, 6-4, 6-0                          |
| Partidos en la Margaret Court Arena                  |                                      |                                      |                                        |
| Modalidad                                            | Ganadores                            | Perdedores                           | Resultado                              |
| Individual femenino - Primera ronda                  | Elise Mertens [26]                   | Garbiñe Muguruza                     | 3-6, 7-6(7-3), 6-1                     |
| Individual femenino - Primera ronda                  | Karolína Plíšková [30]               | Xiyu Wang                            | 6-1, 6-3                               |
| Individual masculino - Primera ronda                 | Alexander Zverev [12]                | Juan Pablo Varillas [LL]             | 4-6, 6-1, 5-7, 7-6(7-3), 6-4           |
| Individual femenino - Primera ronda                  | Belinda Bencic [12]                  | Viktoriya Tomova                     | 6-1, 6-2                               |
| Individual masculino - Primera ronda                 | Casper Ruud [2]                      | Tomáš Macháč                         | 6-3, 7-6(8-6), 6-7(5-7), 6-3           |
| Partidos en la John Cain Arena                       |                                      |                                      |                                        |
| Modalidad                                            | Ganadores                            | Perdedores                           | Resultado                              |
| Individual masculino - Primera ronda                 | Andrey Rublev [5]                    | Dominic Thiem [WC]                   | 6-3, 6-4, 6-2                          |
| Individual masculino - Primera ronda                 | Taylor Fritz [8]                     | Nikoloz Basilashvili                 | 6-4, 6-2, 4-6, 7-5                     |
| Individual femenino - Primera ronda                  | Veronika Kudermetova [9]             | Maryna Zanevska                      | 6-2, 7-6(7-4)                          |
| Individual masculino - Primera ronda                 | Álex de Miñaur [22]                  | Yu Hsiou Hsu [Q]                     | 6-2, 6-2, 6-3                          |
| Individual masculino - Primera ronda                 | Alexei Popyrin [WC]                  | Chun-hsin Tseng                      | 4-6, 7-6(7-5), 6-7(5-7), 7-6(7-4), 6-1 |
| Fondo de color indica un partido de la rama femenina |                                      |                                      |                                        |

### Día 3 (18 de enero)
- Cabezas de serie eliminados:
  - Individual masculino:  Rafael Nadal [1],  Botic van de Zandschulp [32]
  - Individual femenino:  Daria Kasátkina [8],  Beatriz Haddad Maia [14],  Petra Kvitová [15],  Qinwen Zheng [29],  Jil Teichmann [32]
- Orden de juego

| Partidos en los estadios principales                 | Partidos en los estadios principales | Partidos en los estadios principales | Partidos en los estadios principales |
| Partidos en la Rod Laver Arena                       | Partidos en la Rod Laver Arena       | Partidos en la Rod Laver Arena       | Partidos en la Rod Laver Arena       |
| Modalidad                                            | Ganadores                            | Perdedores                           | Resultado                            |
| ---------------------------------------------------- | ------------------------------------ | ------------------------------------ | ------------------------------------ |
| Individual femenino - Segunda ronda                  | Iga Świątek [1]                      | Camila Osorio                        | 6-2, 6-3                             |
| Individual femenino - Segunda ronda                  | Jessica Pegula [3]                   | Aliaksandra Sasnovich                | 6-2, 7-6(7-5)                        |
| Individual masculino - Segunda ronda                 | Mackenzie McDonald                   | Rafael Nadal [1]                     | 6-4, 6-4, 7-5                        |
| Individual femenino - Segunda ronda                  | Cori Gauff [7]                       | Emma Raducanu                        | 6-3, 7-6(7-4)                        |
| Individual masculino - Segunda ronda                 | Stefanos Tsitsipas [3]               | Rinky Hijikata [WC]                  | 6-3, 6-0, 6-2                        |
| Partidos en la Margaret Court Arena                  |                                      |                                      |                                      |
| Modalidad                                            | Ganadores                            | Perdedores                           | Resultado                            |
| Individual femenino - Segunda ronda                  | María Sákkari [6]                    | Diana Shnaider [Q]                   | 3-6, 7-5, 6-3                        |
| Individual masculino - Segunda ronda                 | Félix Auger-Aliassime [6]            | Alex Molčan                          | 3-6, 3-6, 6-3, 6-2, 6-2              |
| Individual femenino - Segunda ronda                  | Madison Keys [10]                    | Xinyu Wang                           | 6-3, 6-2                             |
| Individual masculino - Segunda ronda                 | Daniil Medvédev [7]                  | John Millman [WC]                    | 7-5, 6-2, 6-2                        |
| Individual femenino - Segunda ronda                  | Danielle Collins [13]                | Karolína Muchová                     | 6-7(1-7), 6-2, 7-6(10-6)             |
| Partidos en la John Cain Arena                       |                                      |                                      |                                      |
| Modalidad                                            | Ganadores                            | Perdedores                           | Resultado                            |
| Individual masculino - Segunda ronda                 | Jannik Sinner [15]                   | Tomás Etcheverry                     | 6-3, 6-2, 6-2                        |
| Individual femenino - Segunda ronda                  | Anhelina Kalinina                    | Petra Kvitová [15]                   | 7-5, 6-4                             |
| Individual masculino - Segunda ronda                 | Frances Tiafoe [16]                  | Juncheng Shang [Q]                   | 6-4, 6-4, 6-1                        |
| Individual masculino - Segunda ronda                 | Karen Khachanov [18]                 | Jason Kubler [WC]                    | 6-4, 5-7, 6-4, 6-2                   |
| Individual femenino - Segunda ronda                  | Elena Rybakina [22]                  | Kaja Juvan                           | 6-2, 6-1                             |
| Fondo de color indica un partido de la rama femenina |                                      |                                      |                                      |

### Día 4 (19 de enero)
- Cabezas de serie eliminados:
  - Individual masculino:  Casper Ruud [2],  Taylor Fritz [8],  Alexander Zverev [12],  Pablo Carreño [15],  Diego Schwartzman [23],  Alejandro Davidovich [30]
  - Individual femenino:  Ons Jabeur [2],  Veronika Kudermetova [9],  Anett Kontaveit [16],  Liudmila Samsónova [18],  Irina-Camelia Begu [27]
  - Dobles masculino:  Rafael Matos /  David Vega Hernández [13],  Nicolas Mahut /  Tim Puetz [17]
  - Dobles femenino:  Lyudmyla Kichenok /  Jeļena Ostapenko [5],  Alicja Rosolska /  Erin Routliffe [14]
- Orden de juego

| Partidos en los estadios principales                 | Partidos en los estadios principales | Partidos en los estadios principales | Partidos en los estadios principales   |
| Partidos en la Rod Laver Arena                       | Partidos en la Rod Laver Arena       | Partidos en la Rod Laver Arena       | Partidos en la Rod Laver Arena         |
| Modalidad                                            | Ganadores                            | Perdedores                           | Resultado                              |
| ---------------------------------------------------- | ------------------------------------ | ------------------------------------ | -------------------------------------- |
| Individual femenino - Segunda ronda                  | Aryna Sabalenka [5]                  | Shelby Rogers                        | 6-3, 6-1                               |
| Individual masculino - Segunda ronda                 | Jenson Brooksby                      | Casper Ruud [2]                      | 6-3, 7-5, 6-7(4-7), 6-2                |
| Individual femenino - Segunda ronda                  | Caroline Garcia [4]                  | Leylah Fernandez                     | 7-6(7-5), 7-5                          |
| Individual masculino - Segunda ronda                 | Novak Djokovic [4]                   | Enzo Couacaud [Q]                    | 6-1, 6-7(5-7), 6-2, 6-0                |
| Individual femenino - Segunda ronda                  | Markéta Vondroušová                  | Ons Jabeur [2]                       | 6-1, 5-7, 6-1                          |
| Partidos en la Margaret Court Arena                  |                                      |                                      |                                        |
| Modalidad                                            | Ganadores                            | Perdedores                           | Resultado                              |
| Individual femenino - Segunda ronda                  | Katie Volynets [Q]                   | Veronika Kudermetova [9]             | 6-4, 2-6, 6-2                          |
| Individual femenino - Segunda ronda                  | Magda Linette                        | Anett Kontaveit [16]                 | 3-6, 6-3, 6-4                          |
| Individual masculino - Segunda ronda                 | Michael Mmoh [LL]                    | Alexander Zverev [12]                | 6-7(1-7), 6-4, 6-3, 6-2                |
| Individual femenino - Segunda ronda                  | Belinda Bencic [12]                  | Claire Liu                           | 7-6(7-3), 6-3                          |
| Individual masculino - Segunda ronda                 | Andy Murray                          | Thanasi Kokkinakis                   | 4-6, 6-7(4-7), 7-6(7-5), 6-3, 7-5      |
| Partidos en la John Cain Arena                       |                                      |                                      |                                        |
| Modalidad                                            | Ganadores                            | Perdedores                           | Resultado                              |
| Individual femenino - Segunda ronda                  | Ekaterina Alexandrova [19]           | Taylor Townsend [WC]                 | 1-6, 6-2, 6-3                          |
| Individual femenino - Segunda ronda                  | Elise Mertens [26]                   | Lauren Davis                         | 6-4, 6-3                               |
| Individual masculino - Segunda ronda                 | Alexei Popyrin [WC]                  | Taylor Fritz [8]                     | 6-7(4-7), 7-6(7-2), 6-4, 6-7(6-8), 6-2 |
| Individual masculino - Segunda ronda                 | Álex de Miñaur [22]                  | Adrian Mannarino                     | 7-6(7-3), 4-6, 6-4, 6-1                |
| Fondo de color indica un partido de la rama femenina |                                      |                                      |                                        |

### Día 5 (20 de enero)
- Cabezas de serie eliminados:
  - Individual masculino:  Daniil Medvédev [7],  Cameron Norrie [11],  Frances Tiafoe [16],  Denis Shapovalov [20],  Francisco Cerúndolo [28]
  - Individual femenino:  María Sákkari [6],  Madison Keys [10],  Danielle Collins [13]
  - Dobles masculino:  Simone Bolelli /  Fabio Fognini [9],  Rohan Bopanna /  Matthew Ebden [10],  Jamie Murray /  Michael Venus [11]
  - Dobles femenino:  Kirsten Flipkens /  Laura Siegemund [13]
  - Dobles mixto:  Jessica Pegula /  Austin Krajicek [2],  Alicja Rosolska /  Jean-Julien Rojer [7]
- Orden de juego

| Partidos en los estadios principales                 | Partidos en los estadios principales | Partidos en los estadios principales    | Partidos en los estadios principales |
| Partidos en la Rod Laver Arena                       | Partidos en la Rod Laver Arena       | Partidos en la Rod Laver Arena          | Partidos en la Rod Laver Arena       |
| Modalidad                                            | Ganadores                            | Perdedores                              | Resultado                            |
| ---------------------------------------------------- | ------------------------------------ | --------------------------------------- | ------------------------------------ |
| Individual femenino - Tercera ronda                  | Barbora Krejčíková [20]              | Anhelina Kalinina                       | 6-2, 6-3                             |
| Individual masculino - Tercera ronda                 | Stefanos Tsitsipas [3]               | Tallon Griekspoor                       | 6-2, 7-6(7-5), 6-3                   |
| Individual femenino - Tercera ronda                  | Cori Gauff [7]                       | Bernarda Pera                           | 6-3, 6-2                             |
| Individual femenino - Tercera ronda                  | Victoria Azarenka [24]               | Madison Keys [10]                       | 1-6, 6-2, 6-1                        |
| Individual masculino - Tercera ronda                 | Sebastian Korda [29]                 | Daniil Medvédev [7]                     | 7-6(9-7), 6-3, 7-6(7-4)              |
| Partidos en la Margaret Court Arena                  |                                      |                                         |                                      |
| Modalidad                                            | Ganadores                            | Perdedores                              | Resultado                            |
| Individual masculino - Tercera ronda                 | Jannik Sinner [15]                   | Marton Fucsovics                        | 4-6, 4-6, 6-1, 6-2, 6-0              |
| Individual femenino - Tercera ronda                  | Jessica Pegula [3]                   | Marta Kostyuk                           | 6-0, 6-2                             |
| Individual femenino - Tercera ronda                  | Iga Świątek [1]                      | Cristina Bucșa [Q]                      | 6-0, 6-1                             |
| Individual masculino - Tercera ronda                 | Hubert Hurkacz [10]                  | Denis Shapovalov [20]                   | 7-6(7-3), 6-4, 1-6, 4-6, 6-3         |
| Individual femenino - Tercera ronda                  | Zhu Lin                              | María Sákkari [6]                       | 7-6(7-3), 1-6, 6-4                   |
| Partidos en la John Cain Arena                       |                                      |                                         |                                      |
| Modalidad                                            | Ganadores                            | Perdedores                              | Resultado                            |
| Dobles masculino - Primera ronda                     | Max Purcell Jordan Thompson          | Guillermo Durán Philipp Oswald          | 6-3, 6-4                             |
| Dobles femenino - Primera ronda                      | Storm Sanders [4] Elise Mertens [4]  | Veronika Kudermetova Liudmila Samsonova | 2-6, 7-6(8-6), 6-1                   |
| Individual masculino - Tercera ronda                 | Félix Auger-Aliassime [6]            | Francisco Cerúndolo [28]                | 6-1, 3-6, 6-1, 6-4                   |
| Individual masculino - Tercera ronda                 | Karen Khachanov [18]                 | Frances Tiafoe [16]                     | 6-3, 6-4, 3-6, 7-6(11-9)             |
| Fondo de color indica un partido de la rama femenina |                                      |                                         |                                      |

### Día 6 (21 de enero)
- Cabezas de serie eliminados:
  - Individual masculino:  Daniel Evans [25],  Grigor Dimitrov [27]
  - Individual femenino:  Ekaterina Alexandrova [19],  Elise Mertens [26]
  - Dobles masculino:  Nikola Mektić /  Mate Pavić [4],  Ivan Dodig /  Austin Krajicek [5],  Lloyd Glasspool /  Harri Heliövaara [6],  Santiago González /  Édouard Roger-Vasselin [15]
  - Dobles femenino:  Nicole Melichar /  Ellen Perez [9],  Asia Muhammad /  Taylor Townsend [12]
  - Dobles mixto:  Ena Shibahara /  Wesley Koolhof [4]
- Orden de juego

| Partidos en los estadios principales                 | Partidos en los estadios principales  | Partidos en los estadios principales     | Partidos en los estadios principales |
| Partidos en la Rod Laver Arena                       | Partidos en la Rod Laver Arena        | Partidos en la Rod Laver Arena           | Partidos en la Rod Laver Arena       |
| Modalidad                                            | Ganadores                             | Perdedores                               | Resultado                            |
| ---------------------------------------------------- | ------------------------------------- | ---------------------------------------- | ------------------------------------ |
| Individual femenino - Tercera ronda                  | Karolína Plíšková [30]                | Varvara Grachova                         | 6-4, 6-2                             |
| Individual femenino - Tercera ronda                  | Belinda Bencic [12]                   | Camila Giorgi                            | 6-2, 7-5                             |
| Individual masculino - Tercera ronda                 | Álex de Miñaur [22]                   | Benjamin Bonzi                           | 7-6(7-0), 6-2, 6-1                   |
| Individual masculino - Tercera ronda                 | Novak Djokovic [4]                    | Grigor Dimitrov [27]                     | 7-6(9-7), 6-3, 6-4                   |
| Individual femenino - Tercera ronda                  | Magda Linette                         | Ekaterina Alexandrova [19]               | 6-3, 6-4                             |
| Partidos en la Margaret Court Arena                  |                                       |                                          |                                      |
| Modalidad                                            | Ganadores                             | Perdedores                               | Resultado                            |
| Individual femenino - Tercera ronda                  | Donna Vekić                           | Nuria Párrizas                           | 6-2, 6-2                             |
| Individual masculino - Tercera ronda                 | Andrey Rublev [5]                     | Daniel Evans [25]                        | 6-4, 6-2, 6-3                        |
| Individual femenino - Tercera ronda                  | Aryna Sabalenka [5]                   | Elise Mertens [26]                       | 6-2, 6-3                             |
| Individual masculino - Tercera ronda                 | Roberto Bautista [26]                 | Andy Murray                              | 6-1, 6-7(7-9), 6-3, 6-4              |
| Dobles masculino - Segunda ronda                     | Rinky Hijikata [WC] Jason Kubler [WC] | Lloyd Glasspool [6] Harri Heliövaara [6] | 3-6, 7-5, 6-2                        |
| Partidos en la John Cain Arena                       |                                       |                                          |                                      |
| Modalidad                                            | Ganadores                             | Perdedores                               | Resultado                            |
| Dobles femenino - Segunda ronda                      | Marta Kostyuk Elena-Gabriela Ruse     | Nicole Melichar [9] Ellen Perez [9]      | 3-6, 7-6(9-7), 6-0                   |
| Individual masculino - Tercera ronda                 | Holger Rune [9]                       | Ugo Humbert                              | 6-4, 6-2, 7-6(7-5)                   |
| Dobles masculino - Segunda ronda                     | Andreas Mies [14] John Peers [14]     | André Göransson Marc-Andrea Huesler      | 6-4, 7-6(7-5)                        |
| Individual masculino - Tercera ronda                 | Ben Shelton                           | Alexei Popyrin [WC]                      | 6-3, 7-6(7-4), 6-4                   |
| Fondo de color indica un partido de la rama femenina |                                       |                                          |                                      |

### Día 7 (22 de enero)
- Cabezas de serie eliminados:
  - Individual masculino:  Félix Auger-Aliassime [6],  Hubert Hurkacz [10],  Jannik Sinner [15],  Yoshihito Nishioka [31]
  - Individual femenino:  Iga Świątek [1],  Cori Gauff [7],  Barbora Krejčíková [20]
  - Dobles femenino:  Beatriz Haddad Maia /  Shuai Zhang [7],  Sania Mirza /  Anna Danilina [8]
  - Dobles mixto:  Nikola Mektić /  Demi Schuurs [5],  Gabriela Dabrowski /  Max Purcell [8]
- Orden de juego

| Partidos en los estadios principales                 | Partidos en los estadios principales | Partidos en los estadios principales | Partidos en los estadios principales |
| Partidos en la Rod Laver Arena                       | Partidos en la Rod Laver Arena       | Partidos en la Rod Laver Arena       | Partidos en la Rod Laver Arena       |
| Modalidad                                            | Ganadores                            | Perdedores                           | Resultado                            |
| ---------------------------------------------------- | ------------------------------------ | ------------------------------------ | ------------------------------------ |
| Leyendas - Dobles masculino                          | Bob Bryan Mike Bryan                 | Marcos Baghdatis Mark Philippoussis  | 6-1, 6-4                             |
| Individual femenino - Cuarta ronda                   | Elena Rybakina [22]                  | Iga Świątek [1]                      | 6-4, 6-4                             |
| Individual masculino - Cuarta ronda                  | Sebastian Korda [29]                 | Hubert Hurkacz [10]                  | 3-6, 6-3, 6-2, 1-6, 7-6(10-7)        |
| Individual masculino - Cuarta ronda                  | Stefanos Tsitsipas [3]               | Jannik Sinner [15]                   | 6-4, 6-4, 3-6, 4-6, 6-3              |
| Individual femenino - Cuarta ronda                   | Victoria Azarenka [24]               | Zhu Lin                              | 4-6, 6-1, 6-4                        |
| Partidos en la Margaret Court Arena                  |                                      |                                      |                                      |
| Modalidad                                            | Ganadores                            | Perdedores                           | Resultado                            |
| Dobles mixto - Segunda ronda                         | Luisa Stefani Rafael Matos           | Bethanie Mattek-Sands Mate Pavić     | 6-4, 6-4                             |
| Individual femenino - Cuarta ronda                   | Jeļena Ostapenko [17]                | Cori Gauff [7]                       | 7-5, 6-3                             |
| Individual masculino - Cuarta ronda                  | Jiří Lehečka                         | Félix Auger-Aliassime [6]            | 4-6, 6-3, 7-6(7-2), 7-6(7-3)         |
| Partidos en la John Cain Arena                       |                                      |                                      |                                      |
| Modalidad                                            | Ganadores                            | Perdedores                           | Resultado                            |
| Dobles femenino - Segunda ronda                      | Storm Hunter [4] Elise Mertens [4]   | Tímea Babos Kristina Mladenovic      | 6-3, 6-3                             |
| Individual masculino - Cuarta ronda                  | Karen Khachanov [18]                 | Yoshihito Nishioka [31]              | 6-0, 6-0, 7-6(7-4)                   |
| Individual femenino - Cuarta ronda                   | Jessica Pegula [3]                   | Barbora Krejčíková [20]              | 7-5, 6-2                             |
| Fondo de color indica un partido de la rama femenina |                                      |                                      |                                      |

### Día 8 (23 de enero)
- Cabezas de serie eliminados:
  - Individual masculino:  Holger Rune [9],  Roberto Bautista [26],  Álex de Miñaur [22]
  - Individual femenino:  Caroline Garcia [4],  Belinda Bencic [12],  Shuai Zhang [23]
  - Dobles masculino:  Rajeev Ram /  Joe Salisbury [2],  Juan Sebastian Cabal /  Robert Farah  [12],  Matwé Middelkoop /  Robin Haase [16]
  - Dobles femenino:  Miyu Kato /  Aldila Sutjiadi [16]
  - Dobles mixto:  Marcelo Arévalo /  Giuliana Olmos [1]
- Orden de juego

| Partidos en los estadios principales                 | Partidos en los estadios principales          | Partidos en los estadios principales    | Partidos en los estadios principales   |
| Partidos en la Rod Laver Arena                       | Partidos en la Rod Laver Arena                | Partidos en la Rod Laver Arena          | Partidos en la Rod Laver Arena         |
| Modalidad                                            | Ganadores                                     | Perdedores                              | Resultado                              |
| ---------------------------------------------------- | --------------------------------------------- | --------------------------------------- | -------------------------------------- |
| Individual femenino - Cuarta ronda                   | Aryna Sabalenka [5]                           | Belinda Bencic [12]                     | 7-5, 6-2                               |
| Individual femenino - Cuarta ronda                   | Magda Linette                                 | Caroline Garcia [4]                     | 7-6(7-3), 6-4                          |
| Individual masculino - Cuarta ronda                  | Andrey Rublev [5]                             | Holger Rune [9]                         | 6-3, 3-6, 6-3, 4-6, 7-6(11-9)          |
| Individual masculino - Cuarta ronda                  | Novak Djokovic [4]                            | Álex de Miñaur [22]                     | 6-2, 6-1, 6-2                          |
| Dobles femenino - Tercera ronda                      | Storm Hunter [4] Elise Mertens [4]            | Viktorija Golubic Monica Niculescu      | 6-2, 6-2                               |
| Partidos en la Margaret Court Arena                  |                                               |                                         |                                        |
| Modalidad                                            | Ganadores                                     | Perdedores                              | Resultado                              |
| Leyendas - Dobles mixto                              | Cara Black Mike Bryan                         | Barbara Schett Bob Bryan                | 6-3, 7-5                               |
| Individual femenino - Cuarta ronda                   | Donna Vekić                                   | Linda Fruhvirtová                       | 6-2, 1-6, 6-3                          |
| Dobles masculino - Tercera ronda                     | Rinky Hijikata [WC] Jason Kubler [WC]         | Tomislav Brkić Gonzalo Escobar          | 1-6, 7-6(10-8), 6-4                    |
| Individual masculino - Cuarta ronda                  | Tommy Paul                                    | Roberto Bautista [26]                   | 6-2, 4-6, 6-2, 7-5                     |
| Partidos en la John Cain Arena                       |                                               |                                         |                                        |
| Modalidad                                            | Ganadores                                     | Perdedores                              | Resultado                              |
| Dobles femenino - Tercera ronda                      | Shuko Aoyama [10] Ena Shibahara [10]          | Anastasia Pavlyuchenkova Elena Rybakina | 6-2, 7-6(9-7)                          |
| Dobles femenino - Tercera ronda                      | Chan Hao-ching [11] Zhaoxuan Yang [11]        | Anhelina Kalnina Alison van Uytvanck    | 6-3, 7-5                               |
| Individual masculino - Cuarta ronda                  | Ben Shelton                                   | Jeffrey John Wolf                       | 6-7(5-7), 6-2, 6-7(4-7), 7-6(7-4), 6-2 |
| Dobles femenino - Tercera ronda                      | Barbora Krejčíková [1] Kateřina Siniaková [1] | Oksana Kaláshnikova Alycia Parks        | 6-0, 6-3                               |
| Fondo de color indica un partido de la rama femenina |                                               |                                         |                                        |

### Día 9 (24 de enero)
- Cabezas de serie eliminados:
  - Individual masculino:  Sebastian Korda [29]
  - Individual femenino:  Jessica Pegula [3]  Jeļena Ostapenko [17]
  - Dobles masculino:  Marcelo Arévalo /  Jean-Julien Rojer [3]
  - Dobles femenino:  Gabriela Dabrowski /  Giuliana Olmos [3]
- Orden de juego

| Partidos en los estadios principales                 | Partidos en los estadios principales | Partidos en los estadios principales         | Partidos en los estadios principales |
| Partidos en la Rod Laver Arena                       | Partidos en la Rod Laver Arena       | Partidos en la Rod Laver Arena               | Partidos en la Rod Laver Arena       |
| Modalidad                                            | Ganadores                            | Perdedores                                   | Resultado                            |
| ---------------------------------------------------- | ------------------------------------ | -------------------------------------------- | ------------------------------------ |
| Dobles mixto - Cuartos de final                      | Luisa Stefani Rafael Matos           | Lizette Cabrera [WC] John-Patrick Smith [WC] | 6-3, 6-4                             |
| Individual femenino - Cuartos de final               | Elena Rybakina [22]                  | Jeļena Ostapenko [17]                        | 6-2, 6-4                             |
| Individual masculino - Cuartos de final              | Karen Khachanov [18]                 | Sebastian Korda [29]                         | 7-6(7-5), 6-3, 3-0, ret.             |
| Individual femenino - Cuartos de final               | Victoria Azarenka [24]               | Jessica Pegula [3]                           | 6-4, 6-1                             |
| Individual masculino - Cuartos de final              | Stefanos Tsitsipas [3]               | Jiří Lehečka                                 | 6-3, 7-6(7-2), 6-4                   |
| Fondo de color indica un partido de la rama femenina |                                      |                                              |                                      |

### Día 10 (25 de enero)
- Cabezas de serie eliminados:
  - Individual masculino:  Andrey Rublev [5]
  - Individual femenino:  Karolína Plíšková [30]
  - Dobles masculino:  Wesley Koolhof /  Neal Skupski [1],  Andreas Mies /  John Peers [14]
  - Dobles femenino:  Storm Hunter /  Elise Mertens [4],  Desirae Krawczyk /  Demi Schuurs [6],  Chan Hao-ching /  Zhaoxuan Yang [11]
  - Dobles mixto:  Desirae Krawczyk /  Neal Skupski [3]
- Orden de juego

| Partidos en los estadios principales                 | Partidos en los estadios principales | Partidos en los estadios principales  | Partidos en los estadios principales |
| Partidos en la Rod Laver Arena                       | Partidos en la Rod Laver Arena       | Partidos en la Rod Laver Arena        | Partidos en la Rod Laver Arena       |
| Modalidad                                            | Ganadores                            | Perdedores                            | Resultado                            |
| ---------------------------------------------------- | ------------------------------------ | ------------------------------------- | ------------------------------------ |
| Individual femenino - Cuartos de final               | Magda Linette                        | Karolína Plíšková [30]                | 6-3, 7-5                             |
| Individual femenino - Cuartos de final               | Aryna Sabalenka [5]                  | Donna Vekić                           | 6-3, 6-2                             |
| Individual masculino - Cuartos de final              | Tommy Paul                           | Ben Shelton                           | 7-6(8-6), 6-3, 5-7, 6-4              |
| Individual masculino - Cuartos de final              | Novak Djokovic [4]                   | Andrey Rublev [5]                     | 6-1, 6-2, 6-4                        |
| Dobles mixto - Semifinales                           | Luisa Stefani Rafael Matos           | Olivia Gadecki [WC] Marc Polmans [WC] | 4-6, 6-4, [11-9]                     |
| Fondo de color indica un partido de la rama femenina |                                      |                                       |                                      |

### Día 11 (26 de enero)
- Cabezas de serie eliminados:
  - Individual femenino:  Victoria Azarenka [24]
  - Dobles masculino:  Marcel Granollers /  Horacio Zeballos [8]
- Orden de juego

| Partidos en los estadios principales                 | Partidos en los estadios principales   | Partidos en los estadios principales       | Partidos en los estadios principales |
| Partidos en la Rod Laver Arena                       | Partidos en la Rod Laver Arena         | Partidos en la Rod Laver Arena             | Partidos en la Rod Laver Arena       |
| Modalidad                                            | Ganadores                              | Perdedores                                 | Resultado                            |
| ---------------------------------------------------- | -------------------------------------- | ------------------------------------------ | ------------------------------------ |
| Leyendas - Dobles femenino                           | Daniela Hantuchová Agnieszka Radwańska | Iva Majoli Barbara Schett                  | 6-3, 6-3                             |
| Dobles masculino - Semifinales                       | Hugo Nys Jan Zieliński                 | Jérémy Chardy Fabrice Martin               | 6-3, 5-7, 6-2                        |
| Dobles masculino - Semifinales                       | Rinky Hijikata [WC] Jason Kubler [WC]  | Marcel Granollers [8] Horacio Zeballos [8] | 6-4, 6-2                             |
| Individual femenino - Semifinales                    | Elena Rybakina [22]                    | Victoria Azarenka [24]                     | 7-6(7-4), 6-3                        |
| Individual femenino - Semifinales                    | Aryna Sabalenka [5]                    | Magda Linette                              | 7-6(7-1), 6-2                        |
| Fondo de color indica un partido de la rama femenina |                                        |                                            |                                      |

### Día 12 (27 de enero)
- Cabezas de serie eliminados:
  - Individual masculino:  Karen Khachanov [18]
  - Dobles femenino:  Cori Gauff /  Jessica Pegula [2]
- Orden de juego

| Partidos en los estadios principales                 | Partidos en los estadios principales | Partidos en los estadios principales | Partidos en los estadios principales |
| Partidos en la Rod Laver Arena                       | Partidos en la Rod Laver Arena       | Partidos en la Rod Laver Arena       | Partidos en la Rod Laver Arena       |
| Modalidad                                            | Ganadores                            | Perdedores                           | Resultado                            |
| ---------------------------------------------------- | ------------------------------------ | ------------------------------------ | ------------------------------------ |
| Dobles mixto - Final                                 | Luisa Stefani Rafael Matos           | Sania Mirza Rohan Bopanna            | 7-6(7-2), 6-2                        |
| Individual masculino - Semifinales                   | Stefanos Tsitsipas [3]               | Karen Khachanov [18]                 | 7-6(7-2), 6-4, 6-7(6-8), 6-3         |
| Individual masculino - Semifinales                   | Novak Djokovic [4]                   | Tommy Paul                           | 7-5, 6-1, 6-2                        |
| Fondo de color indica un partido de la rama femenina |                                      |                                      |                                      |

### Día 13 (28 de enero)
- Cabezas de serie eliminados:
  - Individual femenino:  Elena Rybakina [22]
- Orden de juego

| Partidos en los estadios principales                 | Partidos en los estadios principales  | Partidos en los estadios principales | Partidos en los estadios principales |
| Partidos en la Rod Laver Arena                       | Partidos en la Rod Laver Arena        | Partidos en la Rod Laver Arena       | Partidos en la Rod Laver Arena       |
| Modalidad                                            | Ganadores                             | Perdedores                           | Resultado                            |
| ---------------------------------------------------- | ------------------------------------- | ------------------------------------ | ------------------------------------ |
| Individual femenino - Final                          | Aryna Sabalenka [5]                   | Elena Rybakina [22]                  | 4-6, 6-3, 6-4                        |
| Dobles masculino - Final                             | Rinky Hijikata [WC] Jason Kubler [WC] | Hugo Nys Jan Zieliński               | 6-4, 7-6(7-4)                        |
| Fondo de color indica un partido de la rama femenina |                                       |                                      |                                      |

### Día 14 (29 de enero)
- Cabezas de serie eliminados:
  - Individual masculino:  Stefanos Tsitsipas [3]
  - Dobles femenino:  Shuko Aoyama /  Ena Shibahara [10]
- Orden de juego

| Partidos en los estadios principales                 | Partidos en los estadios principales          | Partidos en los estadios principales | Partidos en los estadios principales |
| Partidos en la Rod Laver Arena                       | Partidos en la Rod Laver Arena                | Partidos en la Rod Laver Arena       | Partidos en la Rod Laver Arena       |
| Modalidad                                            | Ganadores                                     | Perdedores                           | Resultado                            |
| ---------------------------------------------------- | --------------------------------------------- | ------------------------------------ | ------------------------------------ |
| Dobles femenino - Final                              | Barbora Krejčíková [1] Kateřina Siniaková [1] | Shuko Aoyama [10] Ena Shibahara [10] | 6-4, 6-3                             |
| Individual masculino - Final                         | Novak Djokovic [4]                            | Stefanos Tsitsipas [3]               | 6-3, 7-6(7-4), 7-6(7-5)              |
| Fondo de color indica un partido de la rama femenina |                                               |                                      |                                      |

## Cabezas de serie
Los siguientes son los jugadores cabezas de serie. Los cabezas de serie reales se basarán en las clasificaciones de la ATP y WTA a partir del 9 de enero de 2023. La clasificación y los puntos corresponden al 16 de enero de 2023. 

### Individual masculino
| N° | Clasif | Jugador                 | Puntos | Puntos por defender | Puntos ganados | Nuevos puntos | Ronda hasta la que avanzó en el torneo               |
| -- | ------ | ----------------------- | ------ | ------------------- | -------------- | ------------- | ---------------------------------------------------- |
| 1  | 2      | Rafael Nadal            | 5770   | 2000                | 45             | 3815          | Segunda ronda, perdió ante Mackenzie McDonald        |
| 2  | 3      | Casper Ruud             | 5720   | 0                   | 45             | 5765          | Segunda ronda, perdió ante Jenson Brooksby           |
| 3  | 4      | Stefanos Tsitsipas      | 5715   | 720                 | 1200           | 6195          | Final, perdió ante Novak Djokovic [4]                |
| 4  | 5      | Novak Djokovic          | 5070   | 0                   | 2000           | 7070          | Campeón, venció a Stefanos Tsitsipas [3]             |
| 5  | 6      | Andrey Rublev           | 3930   | 90                  | 360            | 4200          | Cuartos de final, perdió ante Novak Djokovic [4]     |
| 6  | 7      | Félix Auger-Aliassime   | 3895   | 360                 | 180            | 3715          | Cuarta ronda, perdió ante Jiří Lehečka               |
| 7  | 8      | Daniil Medvédev         | 3860   | 1200                | 90             | 2750          | Tercera ronda, perdió ante Sebastian Korda [29]      |
| 8  | 9      | Taylor Fritz            | 3585   | 180                 | 45             | 3410          | Segunda ronda, perdió ante Alexei Popyrin [WC]       |
| 9  | 10     | Holger Rune             | 2876   | 10                  | 180            | 3046          | Cuarta ronda, perdió ante Andrey Rublev [5]          |
| 10 | 11     | Hubert Hurkacz          | 2860   | 45                  | 180            | 2995          | Cuarta ronda, perdió ante Sebastian Korda [29]       |
| 11 | 12     | Cameron Norrie          | 2680   | 10                  | 90             | 2760          | Tercera ronda, perdió ante Jiří Lehečka              |
| 12 | 13     | Alexander Zverev        | 2560   | 180                 | 45             | 2425          | Segunda ronda, perdió ante Michael Mmoh [LL]         |
| 13 | 14     | Matteo Berrettini       | 2490   | 720                 | 10             | 1780          | Primera ronda, perdió ante Andy Murray               |
| 14 | 15     | Pablo Carreño           | 2420   | 180                 | 45             | 2285          | Segunda ronda, perdió ante Benjamin Bonzi            |
| 15 | 16     | Jannik Sinner           | 2375   | 360                 | 180            | 2195          | Cuarta ronda, perdió ante Stefanos Tsitsipas [3]     |
| 16 | 17     | Frances Tiafoe          | 2320   | 45                  | 90             | 2365          | Tercera ronda, perdió ante Karen Khachanov [18]      |
| 17 | 19     | Lorenzo Musetti         | 1925   | 10                  | 10             | 1925          | Primera ronda, perdió ante Lloyd Harris [PR]         |
| 18 | 20     | Karen Khachanov         | 1885   | 90                  | 720            | 2515          | Semifinales, perdió ante Stefanos Tsitsipas [3]      |
| 19 | 21     | Nick Kyrgios            | 1870   | 45                  | 0              | 1825          | Baja antes de la primera ronda.                      |
| 20 | 22     | Denis Shapovalov        | 1830   | 360                 | 90             | 1560          | Tercera ronda, perdió ante Hubert Hurkacz [10]       |
| 21 | 23     | Borna Ćorić             | 1760   | 0                   | 10             | 1770          | Primera ronda, perdió ante Jiří Lehečka              |
| 22 | 24     | Álex de Miñaur          | 1710   | 180                 | 180            | 1710          | Cuarta ronda, perdió ante Novak Djokovic [4]         |
| 23 | 26     | Diego Schwartzman       | 1550   | 45                  | 45             | 1550          | Segunda ronda, perdió ante Jeffrey John Wolf         |
| 24 | 25     | Roberto Bautista        | 1675   | 90                  | 180            | 1765          | Cuarta ronda, perdió ante Tommy Paul                 |
| 25 | 30     | Daniel Evans            | 1380   | 90                  | 90             | 1380          | Tercera ronda, perdió ante Andrey Rublev [5]         |
| 26 | 27     | Miomir Kecmanović       | 1445   | 180                 | 10             | 1275          | Primera ronda, perdió ante Nicolás Jarry [Q]         |
| 27 | 28     | Grigor Dimitrov         | 1395   | 45                  | 90             | 1440          | Tercera ronda, perdió ante Novak Djokovic [4]        |
| 28 | 29     | Francisco Cerúndolo     | 1383   | (96)                | 90             | 1377          | Tercera ronda, perdió ante Félix Auger-Aliassime [6] |
| 29 | 31     | Sebastian Korda         | 1325   | 90                  | 360            | 1595          | Cuartos de final, perdió ante Karen Khachanov [18]   |
| 30 | 32     | Alejandro Davidovich    | 1325   | 45                  | 45             | 1325          | Segunda ronda, perdió ante Tommy Paul                |
| 31 | 33     | Yoshihito Nishioka      | 1212   | (90)                | 180            | 1302          | Cuarta ronda, perdió ante Karen Khachanov [18]       |
| 32 | 34     | Botic van de Zandschulp | 1205   | 90                  | 45             | 1160          | Segunda ronda, perdió ante Tallon Griekspoor         |

#### Bajas masculinas notables
| Clasif | Jugador        | Puntos | Puntos por defender | Puntos ganados | Nuevos puntos | Motivo                         |
| ------ | -------------- | ------ | ------------------- | -------------- | ------------- | ------------------------------ |
| 1      | Carlos Alcaraz | 6820   | 90                  | 0              | 6730          | Lesión en la pierna izquierda. |
| 18     | Marin Čilić    | 1970   | 180                 | 0              | 1790          | Problemas físicos.             |
| 21     | Nick Kyrgios   | 1870   | 45                  | 0              | 1825          | Lesión en la rodilla.          |

### Individual femenino
| N° | Clasif | Jugador                | Puntos | Puntos por defender | Puntos ganados | Nuevos puntos | Ronda hasta la que avanzó en el torneo               |
| -- | ------ | ---------------------- | ------ | ------------------- | -------------- | ------------- | ---------------------------------------------------- |
| 1  | 1      | Iga Świątek            | 11025  | 780                 | 240            | 10485         | Cuarta ronda, perdió ante Elena Rybakina [22]        |
| 2  | 2      | Ons Jabeur             | 5140   | 0                   | 70             | 5210          | Segunda ronda, perdió ante Markéta Vondroušová       |
| 3  | 3      | Jessica Pegula         | 5000   | 430                 | 430            | 5000          | Cuartos de final, perdió ante Victoria Azarenka [24] |
| 4  | 4      | Caroline Garcia        | 4415   | 10                  | 240            | 4645          | Cuarta ronda, perdió ante Magda Linette              |
| 5  | 5      | Aryna Sabalenka        | 4340   | 240                 | 2000           | 6100          | Campeona, venció a Elena Rybakina [22]               |
| 6  | 6      | María Sákkari          | 3921   | 240                 | 130            | 3811          | Tercera ronda, perdió ante Lin Zhu                   |
| 7  | 7      | Cori Gauff             | 3762   | 10                  | 240            | 3992          | Cuarta ronda, perdió ante Jeļena Ostapenko [17]      |
| 8  | 8      | Daria Kasátkina        | 3500   | 130                 | 10             | 3380          | Primera ronda, perdió ante Varvara Grachova          |
| 9  | 9      | Veronika Kudermétova   | 2800   | 130                 | 70             | 2740          | Segunda ronda, perdió ante Katie Volynets [Q]        |
| 10 | 10     | Madison Keys           | 2318   | 780                 | 130            | 1668          | Tercera ronda, perdió ante Victoria Azarenka [24]    |
| 11 | 11     | Paula Badosa           | 2102   | 240                 | 1              | 1863          | Baja antes de la primera ronda.                      |
| 12 | 13     | Belinda Bencic         | 2735   | 70                  | 240            | 2905          | Cuarta ronda, perdió ante Aryna Sabalenka [5]        |
| 13 | 14     | Danielle Collins       | 2388   | 1200                | 130            | 1218          | Tercera ronda, perdió ante Elena Rybakina [22]       |
| 14 | 15     | Beatriz Haddad Maia    | 2255   | 70                  | 10             | 2195          | Primera ronda, perdió ante Nuria Párrizas            |
| 15 | 16     | Petra Kvitová          | 2221   | 10                  | 70             | 2281          | Segunda ronda, perdió ante Anhelina Kalínina         |
| 16 | 17     | Anett Kontaveit        | 1909   | 70                  | 70             | 1909          | Segunda ronda, perdió ante Magda Linette             |
| 17 | 18     | Jeļena Ostapenko       | 2040   | 130                 | 430            | 2340          | Cuartos de final, perdió ante Elena Rybakina [22]    |
| 18 | 19     | Liudmila Samsónova     | 1905   | 70                  | 70             | 1905          | Segunda ronda, perdió ante Donna Vekić               |
| 19 | 20     | Ekaterina Aleksándrova | 1910   | 0                   | 240            | 2030          | Tercera ronda, perdió ante Magda Linette             |
| 20 | 21     | Barbora Krejčíková     | 1600   | 430                 | 240            | 1410          | Cuarta ronda, perdió ante Jessica Pegula [3]         |
| 21 | 22     | Martina Trevisan       | 1672   | 70                  | 10             | 1572          | Primera ronda, perdió ante Anna Schmiedlová [Q]      |
| 22 | 23     | Elena Rybakina         | 1585   | 70                  | 1300           | 2815          | Final, perdió ante Aryna Sabalenka [5]               |
| 23 | 24     | Shuai Zhang            | 1600   | 130                 | 240            | 1710          | Cuarta ronda, perdió ante Karolína Plíšková [30]     |
| 24 | 25     | Victoria Azárenka      | 1598   | 240                 | 780            | 2138          | Semifinales, perdió ante Elena Rybakina [22]         |
| 25 | 26     | Marie Bouzková         | 1581   | 70                  | 10             | 1521          | Primera ronda, perdió ante Bianca Andreescu          |
| 26 | 27     | Elise Mertens          | 1449   | 240                 | 130            | 1339          | Tercera ronda, perdió ante Aryna Sabalenka [5]       |
| 27 | 28     | Irina-Camelia Begu     | 1472   | 70                  | 70             | 1472          | Segunda ronda, perdió ante Laura Siegemund [PR]      |
| 28 | 29     | Amanda Anisimova       | 1535   | 240                 | 10             | 1305          | Primera ronda, perdió ante Marta Kostiuk             |
| 29 | 30     | Qinwen Zheng           | 1540   | 70                  | 70             | 1415          | Segunda ronda, perdió ante Bernarda Pera             |
| 30 | 31     | Karolína Plíšková      | 1495   | 0                   | 430            | 1880          | Cuartos de final, perdió ante Magda Linette          |
| 31 | 32     | Kaia Kanepi            | 1470   | 432                 | 10             | 1052          | Primera ronda, perdió ante Kimberly Birrell [WC]     |
| 32 | 33     | Jil Teichmann          | 1429   | 70                  | 70             | 1429          | Segunda ronda, perdió ante Lin Zhu                   |

#### Bajas femeninas notables
| Clasif | Jugador      | Puntos | Puntos por defender | Puntos ganados | Nuevos puntos | Motivo                      |
| ------ | ------------ | ------ | ------------------- | -------------- | ------------- | --------------------------- |
| 11     | Paula Badosa | 2387   | 240                 | 0              | 2147          | Lesión en el muslo derecho. |
| 12     | Simona Halep | 2381   | 240                 | 0              | 2141          | Suspensión por dopaje.      |

## Cabezas de serie dobles
| Jugadores            | Jugadores              | Clasif | N.º |
| -------------------- | ---------------------- | ------ | --- |
| Wesley Koolhof       | Neal Skupski           | 2      | 1   |
| Rajeev Ram           | Joe Salisbury          | 7      | 2   |
| Marcelo Arévalo      | Jean-Julien Rojer      | 12     | 3   |
| Nikola Mektić        | Mate Pavić             | 13     | 4   |
| Ivan Dodig           | Austin Krajicek        | 21     | 5   |
| Lloyd Glasspool      | Harri Heliövaara       | 21     | 6   |
| Thanasi Kokkinakis   | Nick Kyrgios           | 29     | 7   |
| Marcel Granollers    | Horacio Zeballos       | 32     | 8   |
| Simone Bolelli       | Fabio Fognini          | 44     | 9   |
| Rohan Bopanna        | Matthew Ebden          | 45     | 10  |
| Jamie Murray         | Michael Venus          | 49     | 11  |
| Juan Sebastián Cabal | Robert Farah           | 54     | 12  |
| Rafael Matos         | David Vega Hernández   | 60     | 13  |
| Andreas Mies         | John Peers             | 61     | 14  |
| Santiago González    | Édouard Roger-Vasselin | 62     | 15  |
| Robin Haase          | Matwé Middelkoop       | 64     | 16  |
| Nicolas Mahut        | Tim Puetz              | 65     | 17  |

| Jugadoras           | Jugadoras          | Clasif | N.º |
| ------------------- | ------------------ | ------ | --- |
| Barbora Krejčíková  | Kateřina Siniaková | 4      | 1   |
| Cori Gauff          | Jessica Pegula     | 10     | 2   |
| Gabriela Dabrowski  | Giuliana Olmos     | 15     | 3   |
| Storm Hunter        | Elise Mertens      | 18     | 4   |
| Lyudmyla Kichenok   | Jeļena Ostapenko   | 23     | 5   |
| Desirae Krawczyk    | Demi Schuurs       | 35     | 6   |
| Beatriz Haddad Maia | Zhang Shuai        | 37     | 7   |
| Anna Danilina       | Sania Mirza        | 38     | 8   |
| Nicole Melichar     | Ellen Perez        | 39     | 9   |
| Shuko Aoyama        | Ena Shibahara      | 45     | 10  |
| Chan Hao-ching      | Yang Zhaoxuan      | 50     | 11  |
| Asia Muhammad       | Taylor Townsend    | 50     | 12  |
| Kirsten Flipkens    | Laura Siegemund    | 60     | 13  |
| Alicja Rosolska     | Erin Routliffe     | 62     | 14  |
| Caty McNally        | Luisa Stefani      | 68     | 15  |
| Miyu Kato           | Aldila Sutjiadi    | 77     | 16  |

### Dobles mixto
| Jugadores          | Jugadores         | N.º |
| ------------------ | ----------------- | --- |
| Giuliana Olmos     | Marcelo Arévalo   | 1   |
| Jessica Pegula     | Austin Krajicek   | 2   |
| Desirae Krawczyk   | Neal Skupski      | 3   |
| Ena Shibahara      | Wesley Koolhof    | 4   |
| Demi Schuurs       | Nikola Mektić     | 5   |
| Ellen Perez        | Harri Heliövaara  | 6   |
| Alicja Rosolska    | Jean-Julien Rojer | 7   |
| Gabriela Dabrowski | Max Purcell       | 8   |

## Invitados
| - Christopher Eubanks - Rinky Hijikata - Jason Kubler - John Millman - Alexei Popyrin - Dominic Thiem - Luca Van Assche - Yibing Wu | - Kimberly Birrell - Jaimee Fourlis - Olivia Gadecki - Talia Gibson - Diane Parry - Storm Sanders - Taylor Townsend - Moyuka Uchijima |

| - Yuki Bhambri / Saketh Myneni - Alex Bolt / Luke Saville - Rinky Hijikata / Jason Kubler - Mackenzie McDonald / Marcelo Melo - John Millman / Aleksandar Vukic - Marc Polmans / Alexei Popyrin - Dane Sweeny / Li Tu | - Alexandra Bozovic / Lizette Cabrera - Alizé Cornet / Samantha Stosur - Jaimee Fourlis / Astra Sharma - Olivia Gadecki / Priscilla Hon - Talia Gibson / Olivia Tjandramulia - Petra Hule / Arina Rodionova - Moyuka Uchijima / Xinyu Wang |

### Dobles mixto
- Kimberly Birrell /  Rinky Hijikata
- Lizette Cabrera /  John-Patrick Smith
- Jaimee Fourlis /  Luke Saville
- Olivia Gadecki /  Marc Polmans
- Xinyun Han /  Zhizhen Zhang
- Maddison Inglis /  Jason Kubler
- Alana Parnaby /  Andrew Harris
- Samantha Stosur /  Matthew Ebden

## Clasificación
| 1. Laurent Lokoli 2. Max Purcell 3. Brandon Holt 4. Jan-Lennard Struff 5. Yosuke Watanuki 6. Oleksii Krutykh 7. Yu Hsiou Hsu 8. Dalibor Svrčina 9. Aleksandar Vukic 10. Nicolás Jarry 11. Ernesto Escobedo 12. Enzo Couacaud 13. Mattia Bellucci 14. Yannick Hanfmann 15. Zizou Bergs 16. Juncheng Shang | 1. Sára Bejlek 2. Katherine Sebov 3. Anna Schmiedlová 4. Cristina Bucșa 5. Lucrezia Stefanini 6. Oksana Selekhmeteva 7. Coco Vandeweghe 8. Diana Shnaider 9. Lesia Tsurenko 10. Clara Burel 11. Katie Volynets 12. Brenda Fruhvirtova 13. Séléna Janicijevic 14. Arianne Hartono 15. Eva Lys 16. Polina Kudermetova |

## Campeones defensores
| Evento                      | Campeones de 2022                     | Campeones de 2023                     |
| --------------------------- | ------------------------------------- | ------------------------------------- |
| Individual masculino        | Rafael Nadal                          | Novak Djokovic                        |
| Individual femenino         | Ashleigh Barty                        | Aryna Sabalenka                       |
| Dobles masculino            | Thanasi Kokkinakis Nick Kyrgios       | Rinky Hijikata Jason Kubler           |
| Dobles femenino             | Barbora Krejčíková Kateřina Siniaková | Barbora Krejčíková Kateřina Siniaková |
| Dobles mixto                | Kristina Mladenovic Ivan Dodig        | Luisa Stefani Rafael Matos            |
| Individual júnior masculino | Bruno Kuzuhara                        | Alexander Blockx                      |
| Individual júnior femenino  | Petra Marcinko                        | Alina Korneeva                        |
| Dobles júnior masculino     | Bruno Kuzuhara Coleman Wong           | Learner Tien Cooper Williams          |
| Dobles júnior femenino      | Clervie Ngounoue Diana Shnaider       | Renáta Jamrichová Federica Urgesi     |

## Desarrollo

### Fase final
- Anexo:Abierto de Australia 2023 (individual masculino)
- Anexo:Abierto de Australia 2023 (individual femenino)
- Anexo:Abierto de Australia 2023 (dobles masculino)
- Anexo:Abierto de Australia 2023 (individual femenino)

## Campeones

### Sénior

#### Individual masculino
Novak Djokovic venció a  Stefanos Tsitsipas por 6-3, 7-6(7-4), 7-6(7-5)

#### Individual femenino
Aryna Sabalenka venció a  Elena Rybakina por 4-6, 6-3, 6-4

#### Dobles masculino
Rinky Hijikata /  Jason Kubler vencieron a  Hugo Nys /  Jan Zieliński por 6-4, 7-6(7-4)

#### Dobles femenino
Barbora Krejčíková /  Kateřina Siniaková vencieron a  Shuko Aoyama /  Ena Shibahara por 6-4, 6-3

#### Dobles mixto
Luisa Stefani /  Rafael Matos vencieron a  Sania Mirza /  Rohan Bopanna por 7-6(7-2), 6-2

### Júnior

#### Individual masculino
Alexander Blockx venció a  Learner Tien por 6-1, 2-6, 7-6(11-9)

#### Individual femenino
Alina Korneeva venció a  Mirra Andreeva por 6-7(2-7), 6-4, 7-5

#### Dobles masculino
Learner Tien /  Cooper Williams vencieron a  Alexander Blockx /  João Fonseca por 6-4, 6-4

#### Dobles femenino
Renáta Jamrichová /  Federica Urgesi vencieron a  Hayu Kinoshita /  Sara Saito por 7-6(7-5), 1-6, [10-7]

### Tenis adaptado

#### Individual masculino
Alfie Hewett venció a  Tokito Oda por 6-3, 6-1

#### Individual femenino
Diede de Groot venció a  Yui Kamiji por 0-6, 6-2, 6-2

#### Quad individual
Sam Schröder venció a  Niels Vink por 6-2, 7-5

#### Dobles masculino
Alfie Hewett /  Gordon Reid vencieron a  Maikel Scheffers /  Ruben Spaargaren por 6-1, 6-2

#### Dobles femenino
Diede de Groot /  Aniek van Koot vencieron a  Yui Kamiji /  Zhu Zhenzhen por 6-3, 6-2

#### Quad dobles
Sam Schröder /  Niels Vink vencieron a  Donald Ramphadi /  Ymanitu Silva por 6-1, 6-3